# Hypericum joerstadii
Hypericum joerstadii är en johannesörtsväxtart som beskrevs av Lidin. Hypericum joerstadii ingår i släktet johannesörter, och familjen johannesörtsväxter. Inga underarter finns listade i Catalogue of Life.